# Enispe
Enispe (en griego, Ενίσπη) es el nombre de una antigua ciudad griega de Arcadia, que fue mencionada por Homero en el catálogo de las naves de la Ilíada, donde se le aplica el epíteto de «ventosa».
En la época de Estrabón y Pausanias no se conocía donde estaba situada.
Se han sugerido dos posibles localizaciones de esta ciudad: una de ellas está en la cuenca media del río Ladón, en el sitio de Trupes, 2 km al noreste de la actual población de Dimitra, donde se han hallado muchos restos de cerámica, la mayoría del periodo Heládico medio y algunos del Heládico reciente; la otra es la colina de Sakovuni, cerca de la población de Kamenitsa, donde se ha hallado un asentamiento del periodo micénico.